# Іцкоатль

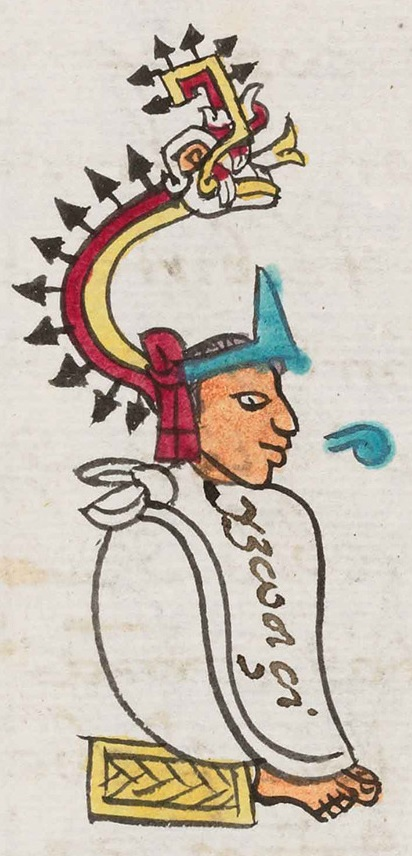
Тлатоані Теночтітлану Іцкоатль

Іцкоатль (наватль: Itzcōhuātl, вимова [it͡sˈkoːwaːt͡ɬ], Іцко́ватль) — 4-й тлатоані Теночтітлану з 1428 до 1440 року. Скинув владу Ацкапотцалько, став першим незалежним володарем Теночтітлану. Засновник Потрійного союзу. Ім'я перекладається як «Обсидіановий змій».

## Життєпис
Син Акамапічтлі, правив після загибелі Чимальпопоку. Іцкоатль після загибелі Чимальпопоку укладає союз з Незауалькойтлем з Тескоко, а також з Тотоквіхуастлі з Тлакопана. До цієї коаліції приєднується держава Хуескоцінко. У 1428 році ці об'єднані сили розгромила армію Макстли, тлатоані Ацкапотцалько. Переможці розділили територію переможеного. Теночтітлану дісталися землі тольтеків, район Кольхуакана. Він стає сеньйором кольхуас (colhuatecuhtli).
Зміниються ситуація всередині Теночтітлану. Якщо до моменту перемоги Іцкоатля ацтеки розділяли владу над містом з автохтохним населенням, то після 1428 року головуванням над містом перебирають на себе представники ацтецької знаті. Іцкоатль стає намісником Сонця та днівного світла на Землі. Для врівноваження внутрішнього становища, створення стійкої політичного положення для представників знаті автохтонного населення Теночтітлану вводиться посада chihuacoatl (з науа — «самка змії» — своєрідний віце-король). Водночас зміни відбуваються і в релігійному житті. Замість Кецалькоатля покровителем Теночтітлану стає Уїцилопочтлі.
Після перемоги першою метою Іцкоатля було знайдення та зміна усіх хронік та літописів щодо історії держав центральної Мексики, зокрема історію мешиків (ацтеків).

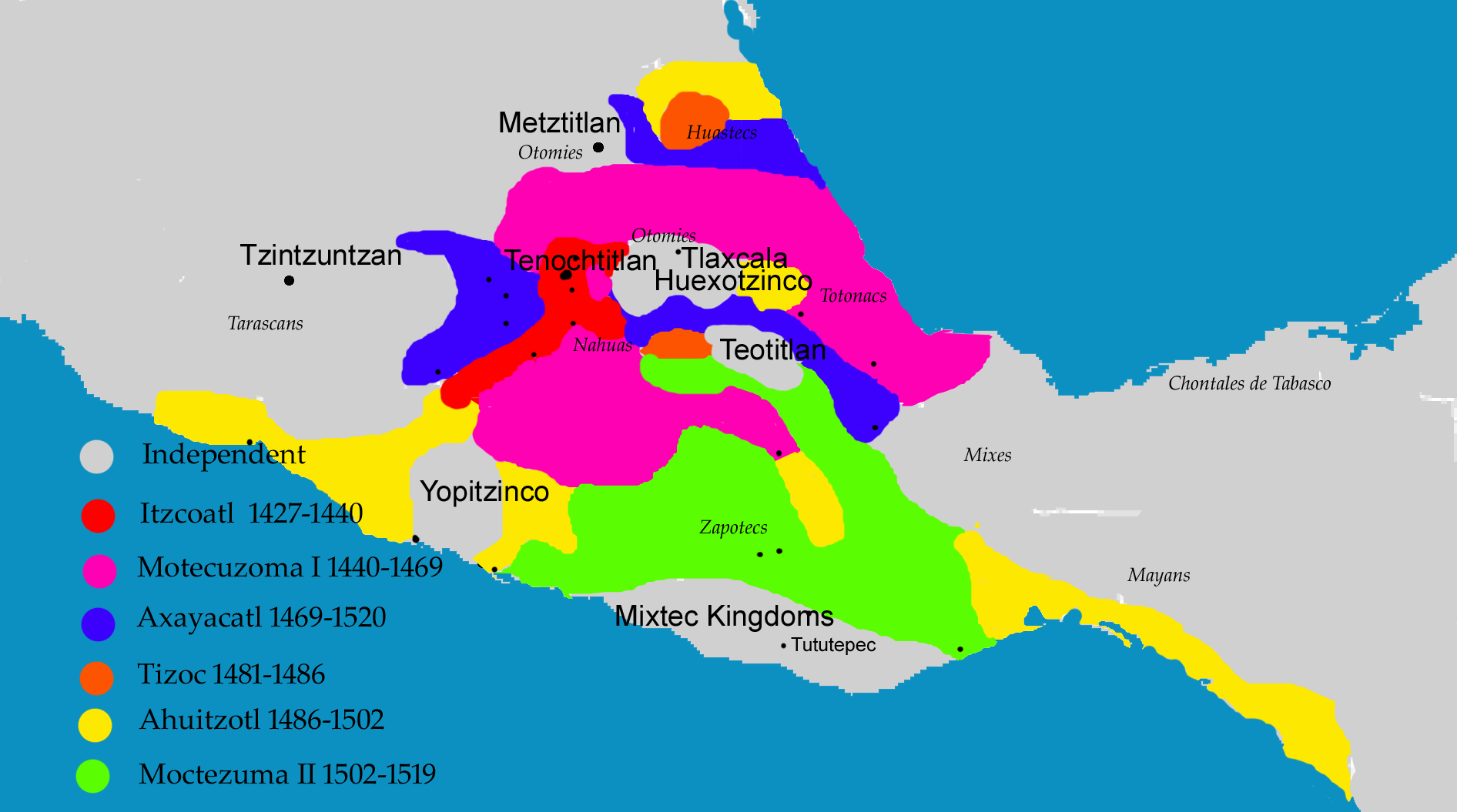
Ацтецька імперія. Володіння Іцкоатля відмічені червоним

Після розгрому Ацкапотцалько та зміцнення своєї влади у долині Мехіко Іцкоатль спрямовує свої війська спочатку на південь, де захоплює у 1430 році місто Хочимілько, у 1432 — Міксквік, 1433 році — Тецомра та Куітлахуак. У 1439 Іцкоатль досяг значного успіху, оволодівши містом Куанауак. Захоплення цього міста, яке розташовувалося у долині Морелос, мало велике значення. Цим ацтеки намагалися розширити свої ресурси та забезпечити економічну незалежність. Долина Морелос розташована на значно меншій височині ніж долина Мехіко. Тут ацтеки почали вирощувати ціні тропічні культури, зокрема й бавовну.
Після цього успіху ацтеки захоплюють також міста Ігуалу та Куецалан.
Водночас Іцкоатль здійснює масштабні роботи з розширення міста, його розбудови — споруджуються храми, греблі, мости, дороги.

## Родина
Дружина — ім'я невідоме
Діти:
- Тезозомок, чоловік Атотоцлі, донька Монтесуми I. Мали дітей: сини Ашайакатль, Тісок, Ахвіцотль, донька Чалчіухненецин.